# Nyhetsprogram

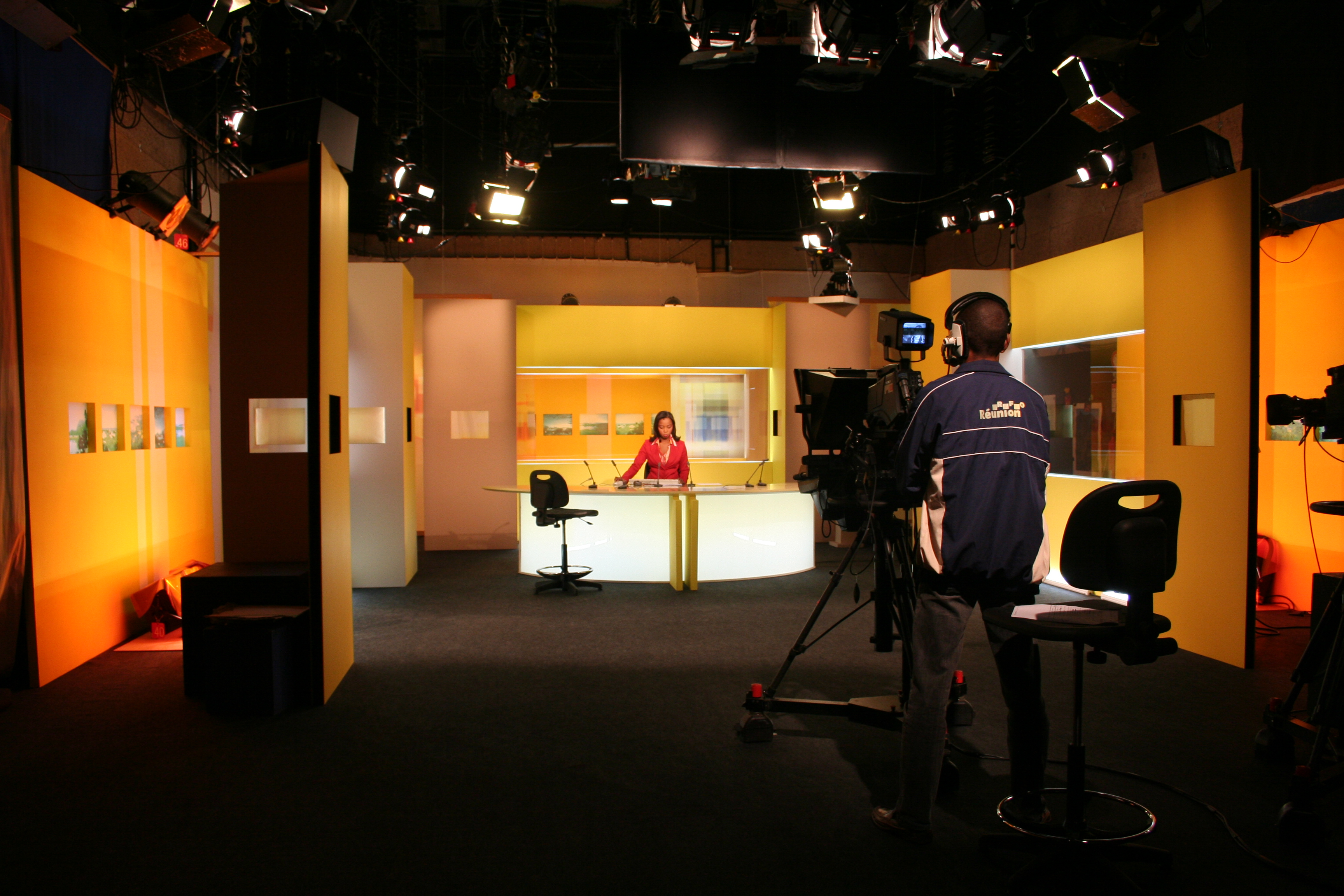
Inspelning av ett nyhetsprogram.

Nyhetsprogram är program inom tv och radio som berättar om aktuella händelser, nyheter, som kan vara av intresse för lyssnarna/tittarna.
Vissa nyhetsprogram är inriktade på att berätta om nyheter av ett visst slag, till exempel ekonominyheter eller sportnyheter, och vänder sig därmed till en särskild publik som är intresserade av just detta. Andra nyhetsprogram vänder sig till en större publik genom att de behandlar mer allmänna händelser inom till exempel politik och samhälle. Nyhetsprogram kan också vara globalt eller mer eller mindre lokalt inriktade.
Många nyhetsprogram innehåller också ett inslag med väderprognos trots att detta per definition inte är en nyhet eftersom det handlar om något som ännu inte inträffat.
Exempel på nyhetsprogram:
- TV4-nyheterna (TV4-gruppen) (1991 - )
- Update (MTG TV) (1995 - 2005)
- Aktuellt (SVT) (1958 - 1969 1972- )
- Rapport (SVT) (1969 - )
- Dagens Eko (SR) (1937 - )